# Stella (tidskrift)

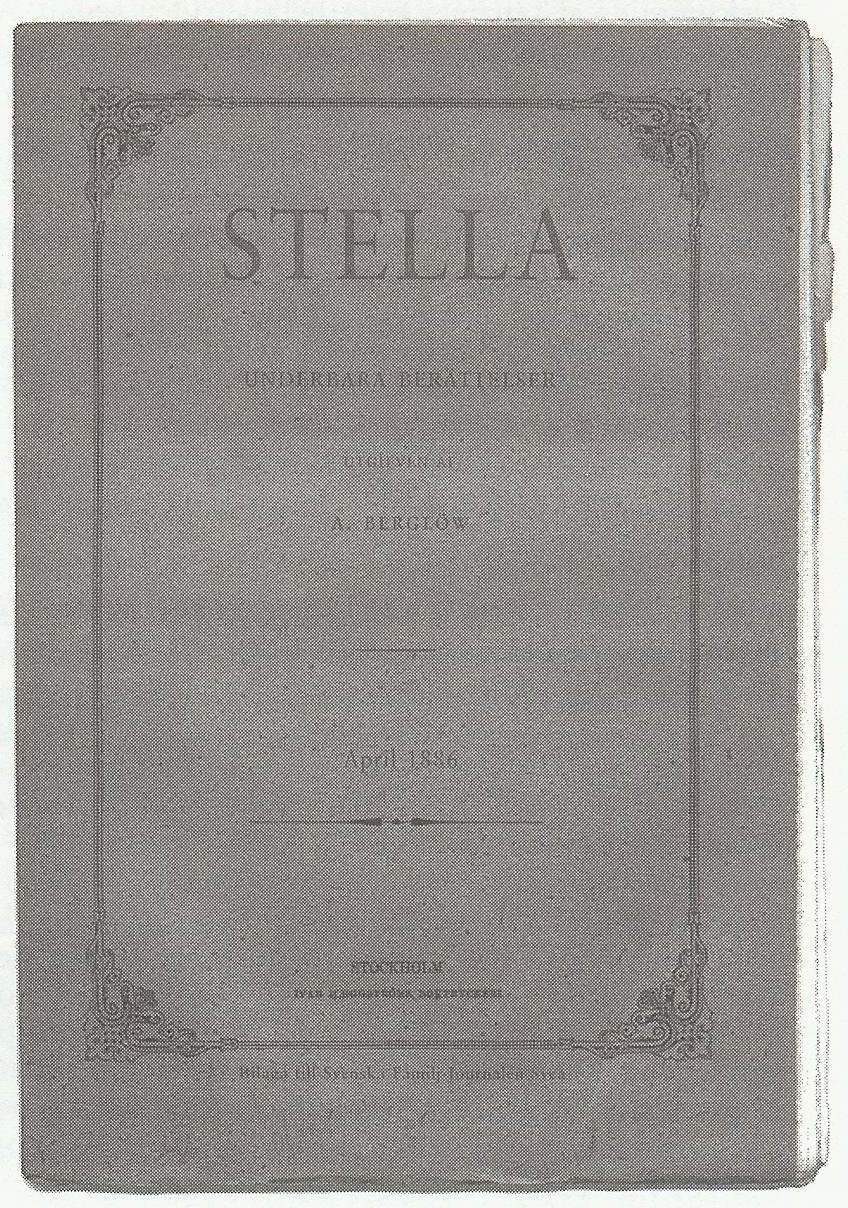
Det omslag Lundwall hävdat tillhört Stella.

Stella var en svensk science fiction-tidskrift. Den gavs ut mellan april 1886 och augusti 1888 som en bilaga till Svenska Familj-Journalen Svea och publicerade översättningar av sin samtids populära science fiction-författare.
Trots referenser till Stella i ett flertal böcker och artiklar om science fiction har det varit svårt att hitta några spår efter den vilket har fått vissa att hävda att Stella var ett practical joke från science fiction-kritikern Sam J. Lundwalls sida.